# Natrium-Ionen-Akkumulator

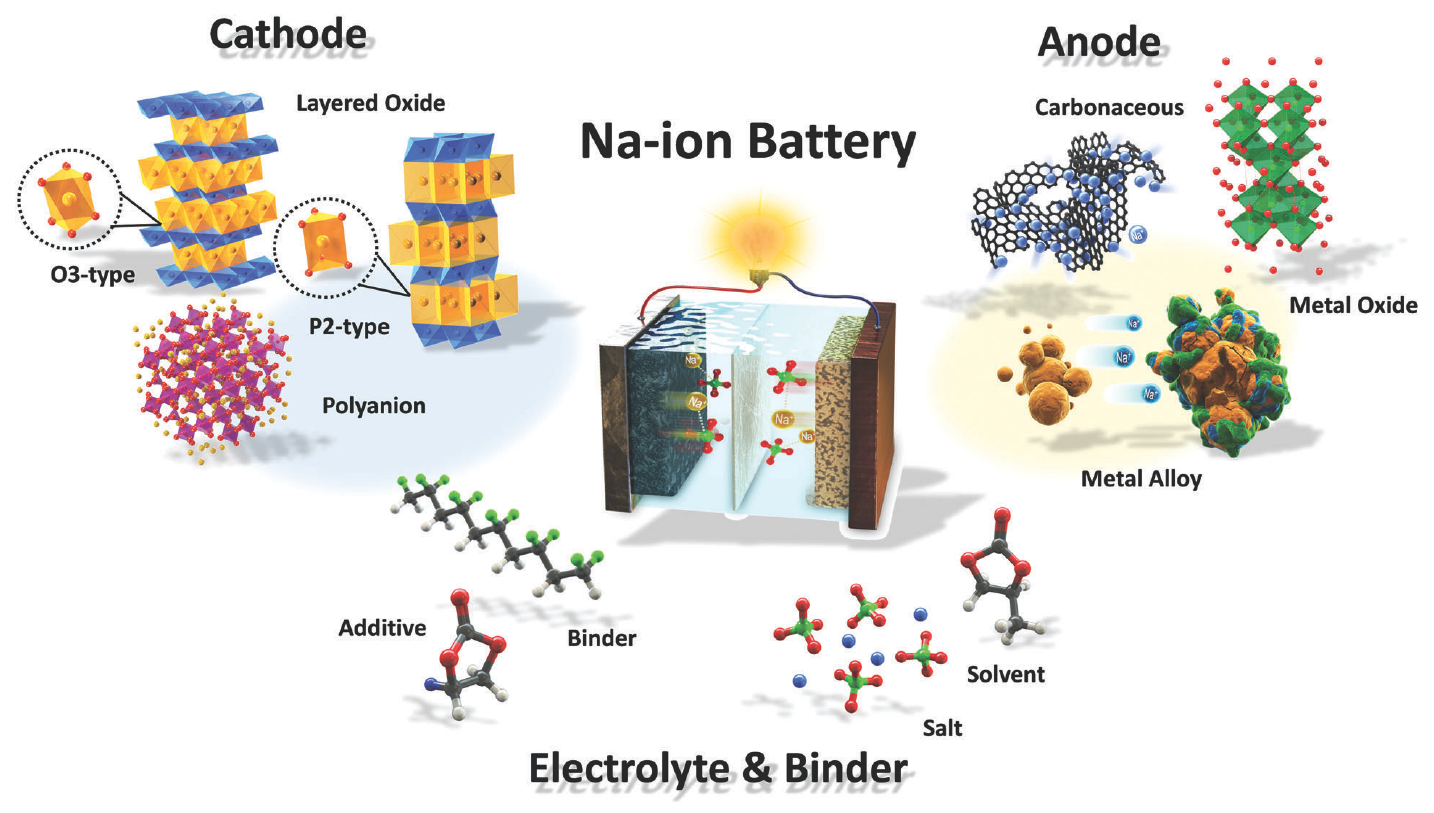
Illustration des verschiedenartigen Aufbaus der Natrium-Ionen-Akkumulatoren

Der Natrium-Ionen-Akkumulator, englisch sodium-ion battery (abgekürzt SIB), dient der Speicherung elektrischer Energie und nutzt dabei Ionen des Alkalimetalls Natrium. Natrium-Ionen-Batterien kommen ohne kritische Rohstoffe aus. Sie sind für große Energiespeicher im Stromnetz geeignet. Von ihnen geht eine geringere Brand- und Explosionsgefahr aus als von Batterien mit Lithium-Zellen. 2023 sind die ersten E-Autos mit diesem Akkutyp in Serie gegangen. Durch die geringere Energiedichte im Vergleich zu Lithium-Ionen-Akkumulatoren bieten sie aber bisher beim mobilen Einsatz weniger Reichweite bei gegebener Masse.

## Allgemeines

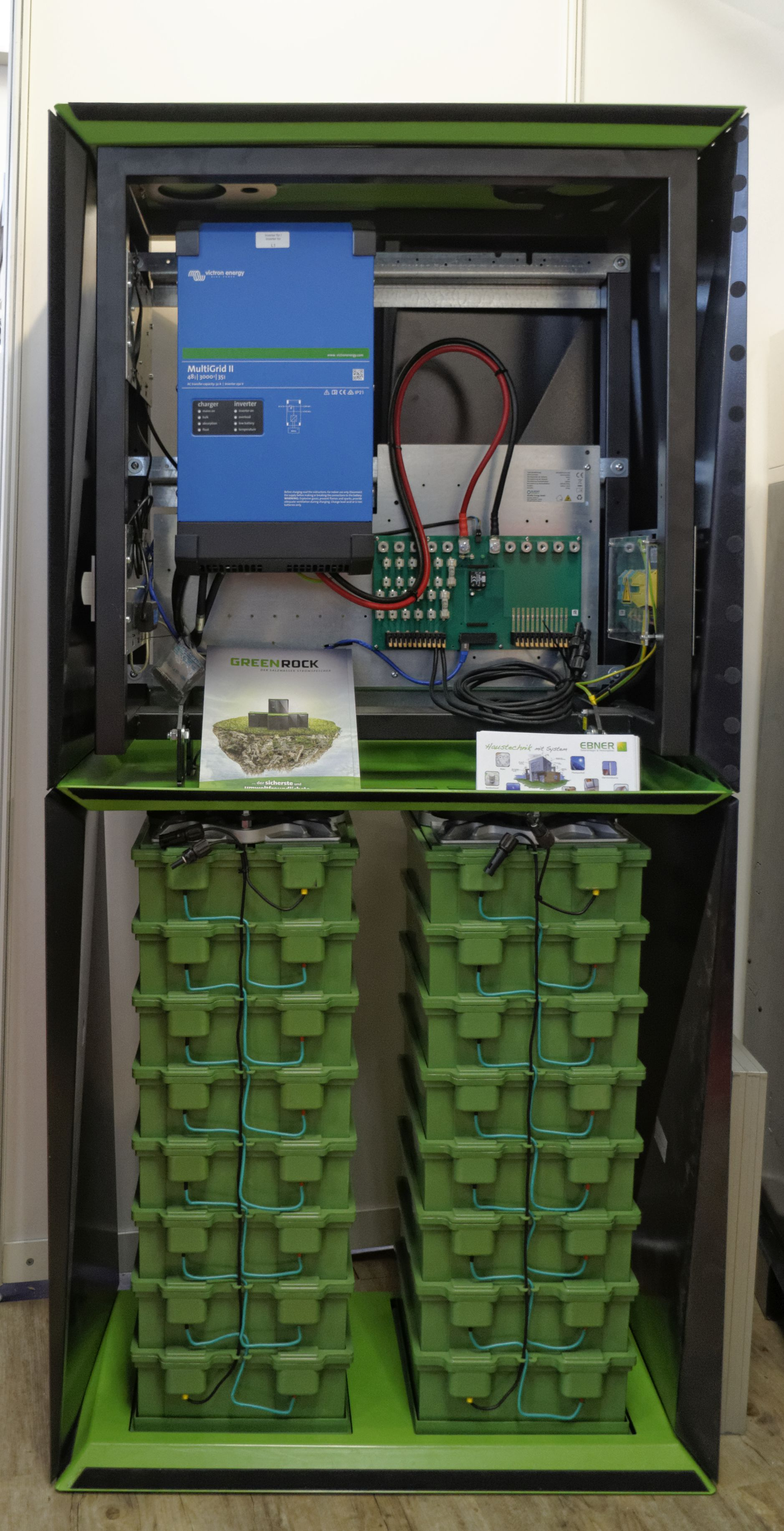
Mehrere Natrium-Ionen-Akkumulatoren in Form grüner Boxen

Natrium-Ionen-Batterien werden bei Umgebungstemperatur mit organischen oder mit anorganischen wässrigen Elektrolyten betrieben. Ein großer Vorteil der Variante mit organischen Elektrolyten ist, dass größere Zellspannungen als mit wässrigen Lösungen erlaubt sind.
Natrium-Ionen-Batterien mit anorganischen wässrigen Elektrolyten werden auch Salzwasserbatterie genannt. Sie sind billiger als die Varianten mit organischen Elektrolyten. Die Energiedichte der Natrium-Ionen-Akkumulatoren mit wässrigem Elektrolyt ist allerdings kleiner als bei organischem Elektrolyt. Beim mobilen Einsatz waren diese Batterien daher bisher im Nachteil. Genutzt werden sie vor allem als stationäre Akkus, zum Beispiel als Heimspeicher für Solarenergie. Natrium-Ionen-Akkumulatoren vom Salzwassertyp sind unbrennbar und damit sicherer als Lithium-Cobaltdioxid-Akkumulatoren, die im Fehlerfall thermisch durchgehen können.

## Prinzip
Die Funktionsweise und Aufbau folgen dem Aufbau von Lithium-Ionen-Akkumulatoren.

Die Produktion ist auf den gleichen Anlagen möglich. In der Elektrodenfertigung muss nur das Kathodenmaterial ersetzt werden, wobei man nun auch das günstigere Aluminium als Trägerfolie verwenden kann. In der Forschung befinden sich auch neue Anodenmaterialien.

## Vorteile von Natrium-Ionen-Akkumulatoren

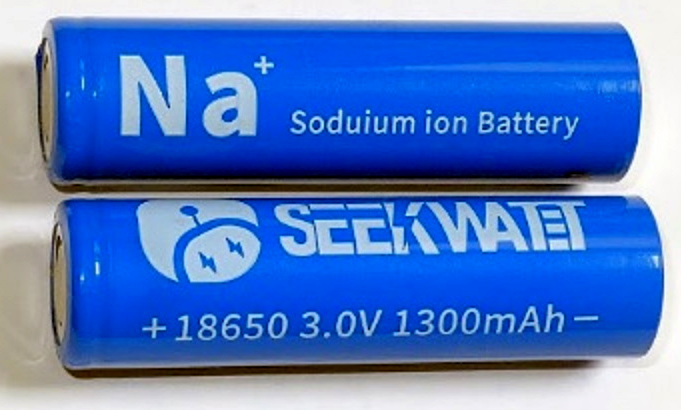
Zwei Natrium-Ionen-Akkumulatoren in der Bauform 18650

Als Bestandteil von Kochsalz, NaCl, kostet Natrium wesentlich weniger als Lithium und ist weltweit leicht und praktisch unbegrenzt verfügbar. Daraus ergibt sich ein Kostenvorteil bei den Rohmaterialien der Batterieherstellung und perspektivisch eine günstigere Fertigung als bei der Lithium-Ionen-Technik. Natriumchlorid ist der mengenmäßig zweitgrößte Bestandteil von Meerwasser und sowohl die Gewinnung von Meersalz als auch der Abbau untertägiger Vorkommen sind seit Jahrhunderten etabliert. Große Mengen Natriumsalze fallen auch als Kuppelprodukt anderer Abbauprozesse wie der Gewinnung von Kalisalzen an und werden teilweise, mangels Bedarf, zu Kalihalden aufgetürmt. Bedeutsamer ist jedoch, dass manche Bauformen von Natrium-Ionen-Akkumulatoren ohne Kupfer, Cobalt und Nickel auskommen können. Insbesondere Cobalt und Nickel gelten als teure und kritische Materialien bei Lithium-Ionen-Akkus. Natrium-Ionen-Akkus haben hingegen einen Pluspol aus Preußisch Weiß oder Preußisch Blau, einem Komplex auf Eisenbasis, der günstig ist und in großer Menge zur Verfügung steht. Anstelle von Graphit als Anodenmaterial kann Hartkohlenstoff verwendet werden, der leichter verfügbar und günstiger ist. Mit Stand 2023 sind Natrium-Ionen-Akkus ca. 40 % günstiger als Lithium-Ionen-Akkus, weisen jedoch eine geringere Energiedichte auf.
Aufgrund der Verwendung im Überfluss vorkommender und damit günstiger Materialien gelten Natrium-Ionen-Akkus als vielversprechende Akkumulatorbauform für Energiespeicher, bei denen es nicht auf das Gewicht des Akkumulators ankommt, wie zum Beispiel stationäre Batterie-Speicherkraftwerke für Wind- und Solarenergie. Mit weiteren Fortschritten in der Entwicklung rücken aber auch mobile Anwendungen wie E-Autos zunehmend in den Fokus. Auch hinsichtlich der Nachhaltigkeit und der Handhabung (siehe: Gefahren beim Umgang mit Lithium-Ionen-Akkus) sind Natriumzellen eine vorteilhafte Alternative. Hinzu kommt, dass sich die Zellen auf denselben Anlagen wie Lithium-Ionen-Akkumulatoren fertigen lassen. Zudem können schnelle Ladezeiten von etwa 15 Minuten bei einer Ladekapazität von bis zu 85 % erreicht werden.
Aus wirtschaftspolitisch-geostrategischen Erwägungen heraus wird hervorgehoben, dass mit der Nutzung von Natrium-Ionen-Akkus auch die Abhängigkeit von Ländern wie China reduziert werden könne, das einen erheblichen Teil der Lithium-Produktion und -weiterverarbeitung kontrolliert und auch bei der Grafitaufbereitung für Batteriezwecke eine marktbeherrschende Stellung innehat.

## Thermalbatterien mit Natriummetall
Diese nutzen einen Festelektrolyten (vom Typ Natrium-β-aluminat) zum Transport der Natriumionen. Da die Leitfähigkeit von Festelektrolyten nur bei genügend hohen Temperaturen groß genug ist, müssen die Zellen auf hoher Temperatur gehalten werden. Dafür kann die Minuspolseite aus dem preiswerten flüssigen Natrium bestehen, die Pluspolseite aus Schwefel beim Natrium-Schwefel-Akkumulator und aus Nickelchlorid bei der Zebra-Batterie (=Natrium-Nickelchlorid-Akkumulator). Im Gegensatz zu den günstigen Elektroden ist der Festelektrolyt relativ teuer.

## Natrium-Ionen-Batterien mit wässrigen Elektrolyten
Dieser Akkumulatortyp wird unter anderem mit Bezeichnungen wie Salzwasserbatterie, englisch Salt water battery, vermarktet. Eine Besonderheit dieses Akkumulatortyps ist, dass er im Gegensatz zu den meisten Akkumulatoren, speziell der Gruppe der Lithium-Ionen-Akkumulatoren, tiefentladefest ist und bis zu einer Entladeschlussspannung von 0 V entladen werden kann, ohne Schaden zu nehmen.
Die Energiedichte der  Natrium-Ionen-Akkumulatoren mit wässrigen Elektrolyten liegt mit 12 bis 24 Wattstunden pro Liter weit unterhalb der von Blei- oder Lithium-Ionen-Akkumulatoren, was zwar bei ortsfesten Anlagen kein Problem ist, diese Natrium-Ionen-Akkus jedoch für mobile Anwendungen ungeeignet macht. Sie weisen zudem eine geringere Zyklenfestigkeit auf.
Die entnehmbare Kapazität ist stark von der Entladestromstärke abhängig. Deshalb eignen sich solche Natrium-Ionen-Akkus eher für Anwendungen, die geringe bis mittlere Ströme benötigen, dies jedoch über lange Zeiträume.

## Natrium-Ionen-Akkumulatoren mit organischen Elektrolyten
Bei der Gruppe der Natrium-Ionen-Akkumulatoren mit organischen Elektrolyten, die zurzeit intensiv erforscht werden, gibt es eine große Vielfalt an vorgeschlagenen Materialien für Anode, Kathode und Elektrolyt. Daraus ergeben sich viele denkbare Kombinationen, die zu unterschiedlichen Akkumulator-Parametern führen, zu denen vor allem die Zellspannung gehört. Je nach verwendeten Materialien ergeben sich daraus Zellspannungen im Bereich zwischen 2 und 3,5 Volt.

### Elektrolyte
Die am häufigsten vorgeschlagenen Elektrolyte für Natrium-Ionen-Akkumulatoren sind, analog zu Lithium-Ionen-Akkumulatoren, Lösungen von Natriumsalzen wie zum Beispiel Natriumhexafluorophosphat. Das häufig in akademischer Forschung verwendete Natriumperchlorat ist aufgrund seiner Explosionsgefahr für kommerzielle Zwecke ungeeignet. Das Lösungsmittel besteht meist aus binären oder ternären Mischungen von verschiedenen organischen Carbonaten wie Propylencarbonat, Ethylencarbonat und Diethylcarbonat. Je nach erwünschten Eigenschaften kommen auch kurzkettige Ether gelegentlich zum Einsatz.

### Anoden
Als Anodenmaterial wird unter anderem Kohlenstoff in Form von Graphen eingesetzt – metallisches Natrium ist als Anodenmaterial zwar prinzipiell möglich, das Alkalimetall wird allerdings durch die Substanzen im Elektrolyt chemisch angegriffen. Neuere Forschungen schlagen vor, bei hoher Temperatur in Stickstoff verschweltes Chinacridon zu verwenden.

### Kathoden
Als Kathodenmaterialien werden verschiedene, Natriumionen enthaltende Materialien wie Phosphate und Diphosphate erforscht, beispielsweise Natriumeisenphosphat.

## Marktverfügbarkeit
2017 spielten Natrium-Ionen-Akkumulatoren wirtschaftlich nur eine geringe Rolle, waren aber in verschiedenen Formen und Variationen Gegenstand von Forschungsarbeiten. 2018 hatte sich die Position der Natrium-Ionen-Akkumulatoren etwas verbessert, da die Herstellungskosten gegenüber Lithium-Akkus gesunken waren und eine weitere Rationalisierung durch einfachere Bauweise bei höheren Stückzahlen zu erwarten war.
Das britische Unternehmen Faradion, in Partnerschaft mit dem britischen Akkuhersteller AMTE und dem chinesischen Hersteller CATL, hat im Jahr 2022 Natrium-Ionen-Akkumulatoren in erster Generation mit bis zu 160 Wh/kg entwickelt. Diese Akkus verwenden als Kathodenmaterial Berliner Blau und als Anodenmaterial einen neu entwickelten harten Kohlenstoff, während als Leiterfolie Aluminium anstelle von Kupfer wie bei Lithium-Ionen-Akkumulatoren verwendet wird. Letzteres ist möglich, da Natrium im Gegensatz zu Lithium nicht mit Aluminium reagiert und den Vorteil bietet, die Akkumulatoren tiefentladen zu können, ohne sie zu beschädigen, da Aluminium im Gegensatz zu Kupfer keine Brücken ausbildet (Kurzschluss), weshalb sie beim Transport im Gegensatz zu Lithium-Ionen-Akkumulatoren kein Gefahrgut sind.
Der chinesische Hersteller NIU Technologies entwickelte 2023 Zellen mit einer Energiedichte im Bereich von ca. 150 Wh/kg, was unterhalb der besten Lithium-Ionen-Zellen mit bis ca. 260 Wh/kg liegt, aber vergleichbar ist mit günstigen Lithium-Ionen-Zellen.
Northvolt errichtet eine Produktion, mit Kathodenmaterial von der schwedischen Firma Altris, die frühestens 2025 in Betrieb geht. Ende 2024 meldete Northvolt in den USA Insolvenz an.
Acculon Energy kündigte dem Produktionsstart in Ohio für Mitte 2024 im Januar 2024 an. Natron Energy produziert in Holland (Michigan) seit April 2024 und startete damit die erste kommerzielle Produktion von Natrium-Ionen-Batterien in den USA. Natron Energy verwendet ein mangan-reiches Preußisch Blau – mit unterschiedlichem Mangan-Anteil als Kathoden- und Anodenmaterial. Mit einer geringen Energiedichte von 16,5 Wh/kg, aber einer hohen Zyklenfestigkeit von mehr als 50.000 sind sie vor allem für Einsatz als stationärer Energiespeicher gedacht.

### Einsatz in Elektroautos
Ende Dezember 2023 begann die Serienfertigung der ersten beiden Automodelle mit Natrium-Ionen-Batterie. Es handelt sich um Kleinstwagen der chinesischen Hersteller JAC und JMEV: EV3 von JMEV und JAC E10X. Der chinesische Batteriemarktführer CATL plant bis Ende 2025 die Massenfertigung von Natrium-Akkus.

### Einsatz in Batteriespeicherkraftwerk
Im Mai 2024 ging in China das erste große Batteriespeicherkraftwerk mit Natrium-Ionen-Akkumulatoren in Betrieb. Die Batterie hat eine Kapazität von 10 MWh und besteht aus 22.000 210-Ah-Natrium-Ionen-Zellen. Diese können innerhalb von 12 Minuten zu 90 Prozent geladen werden.

## Nachweise
1. ↑  Trends in batteries - Global EV outlook 2023, Internationale Energieagentur. Abgerufen am 5. Mai 2024
2. ↑  China führt Revolution bei E-Batterien an ORF, 15. April 2023
3. 1 2 3  Maren Schibilsky: Berliner Forscher entwickeln Batterien für die Zukunft. RBB, 6. März 2024: „"Man kann diese Batterien auf denselben Produktionsanlagen produzieren wie Lithium-Ionen-Batterien", sagt Adelhelm. […] Professor für Elektrochemie Philipp Adelhelm […] der Humboldt-Universität“
4. 1 2  Frank Wunderlich-Pfeiffer: Northvolt und Altris entwickeln eigenen Natrium-Ionen-Akku. Golem, 21. November 2023.
5. 1 2 3  
Verònica Palomares, Paula Serras, Irune Villaluenga, Karina B. Hueso, Javier Carretero-González, Teófilo Rojo: Na-ion batteries, recent advances and present challenges to become low cost energy storage systems. In: Energy and Environmental Science. Band 5, Februar 2012, S. 5884–5901, doi:10.1039/c2ee02781j.
6. ↑  
Dominique Larcher, Jean-Marie Tarascon: Towards greener and more sustainable batteries for electrical energy storage. In: Nature Chemistry. Band 7, Nr. 1. Springer Nature, Januar 2015, ISSN 1755-4330, S. 19–29, doi:10.1038/nchem.2085 (nature.com).
7. ↑  Jens F. Peters, Alexandra Peña Cruz, Marcel Weil: Exploring the Economic Potential of Sodium-Ion Batteries. In: Batteries. Band 5, Nr. 1, 2019, S. 10, doi:10.3390/batteries5010010 (mdpi.com [abgerufen am 19. Oktober 2020]).
8. 1 2 3 4  Sind Elektroautos bald günstiger als ein gebrauchter Polo?. In: Wirtschaftswoche, 18. März 2023. Abgerufen am 18. März 2023.
9. ↑  China baut Fertigungskapazitäten aus. Natrium-Ionen-Batterie vor dem Durchbruch?. In: elektronik.net, 8. Juni 2023. Abgerufen am 24. Juni 2023.
10. 1 2  Solarspeicher-Alternative: Batterie aus Salz und Wasser. Abgerufen am 27. Januar 2019.
11. ↑  
Huilin Pan, Yong-Sheng Hu, Liquan Chen: Room-temperature stationary sodium-ion batteries for large-scale electric energy storage. In: Energy and Environmental Science. Band 6, Juni 2013, S. 2338–2360, doi:10.1039/c3ee40847g.
12. ↑  nano vom 7. Februar 2022.
13. ↑  Warum E-Autos bald günstiger und ökologischer werden. In: Handelsblatt, 12. Oktober 2023. Abgerufen am 13. November 2023.
14. ↑  Schafft es die Autoindustrie ohne das verrufene Kobalt?. In: Wirtschaftswoche, 17. November 2023. Abgerufen am 18. November 2023.
15. ↑  
Die Salzwasserbatterie. Abgerufen am 11. Dezember 2017.
16. 1 2  Photovoltaik.eu: Die Salzwasserbatterie, Artikel vom 31. August 2015
17. 1 2  
Jang-Yeon Hwang, Seung-Taek Myung, Yang-Kook Sun: Sodium-ion batteries: present and future. In: Chemical Society Reviews. Band 46, Nr. 12, Juni 2017, S. 3529–3614, doi:10.1039/C6CS00776G.
18. ↑  Gebrekidan Gebresilassie Eshetu, Sylvie Grugeon, Huikyong Kim, Sangsik Jeong, Liming Wu: Comprehensive Insights into the Reactivity of Electrolytes Based on Sodium Ions. In: ChemSusChem. Band 9, Nr. 5, 8. März 2016, ISSN 1864-5631, S. 462–471, doi:10.1002/cssc.201501605 (wiley.com [abgerufen am 20. Oktober 2020]).
19. ↑  Yi Sun, Pengcheng Shi, Hongfa Xiang, Xin Liang, Yan Yu: High-Safety Nonaqueous Electrolytes and Interphases for Sodium-Ion Batteries. In: Small. Band 15, Nr. 14, 2019, ISSN 1613-6829, S. 1805479, doi:10.1002/smll.201805479 (wiley.com [abgerufen am 20. Oktober 2020]).
20. ↑  Seongwook Chae, Taewoong Lee, Woong Kwon, Haisu Kang, Hyeok Jun Seo, Eunji Kim, Euigyung Jeong, Jin Hong Lee, Seung Geol Lee: Longitudinally grown pyrolyzed quinacridones for sodium-ion battery anode. In: Chemical Engineering Journal. Band 453, 1. Februar 2023, ISSN 1385-8947, S. 139805, doi:10.1016/j.cej.2022.139805 (sciencedirect.com [abgerufen am 15. April 2023]).
21. ↑  CATL Unveils Its Latest Breakthrough Technology by Releasing Its First Generation of Sodium-ion Batteries. Abgerufen am 3. September 2022.
22. ↑  Sodium-ion Battery Launch Event. Abgerufen am 3. September 2022.
23. ↑  Marija Maisch: Acculon launches production of sodium-ion battery modules, packs. PV Magazine, 11. Januar 2024.
24. ↑  Mario Petzold: Natrium-Batterie für Energiespeicher geht in Massenproduktion. NotebookCheck, 3. Mai 2024.
25. ↑  Natron Energy Achieves First-Ever Commercial-Scale Production of Sodium-Ion Batteries in the U.S. business wire, 29. April 2024.
26. ↑  Lithium-free sodium batteries exit the lab and enter US production newatlas.com
27. ↑  Our Technology - The Science of Sodium. Natron Energy, 24. April 2024, abgerufen am 19. Mai 2024.
28. ↑  In China rollen erste Elektroautos mit Natriumakkus vom Band. In: Spiegel Online, 4. Januar 2024. Abgerufen am 5. Januar 2024.
29. ↑  Chinesischer Batteriegigant kündigt Massenfertigung von Natrium-Akkus an. 22. April 2025, abgerufen am 17. Mai 2025.
30. ↑  Billig-Akku in Serie, 520 km laden in 5 Minuten. 24. April 2025, abgerufen am 17. Mai 2025.
31. ↑  China nimmt 10-MWh-Natrium-Ionen-Batteriespeicher in Betrieb. In: heise.de, 15. Mai 2024. Abgerufen am 15. Mai 2024.